# Bells, boots and shambles
Bells, boots and shambles was het derde, tevens laatste, studioalbum van Spirogyra.
Het album werd opgenomen in de Morgan Studio te Willesden. De band was toen al teruggebracht tot de twee leden Martin Cockerham en Barbara Gaskin. Muziekproducent Max Hole, die verder zou groeien tot hoge baas bij platenlabel Universal Music, vond dit hun beste album, maar kon een eventuele start van de opnamen voor een vierde album nergens meer onderbrengen. Hits werden belangrijker dan albums.  

## Musici
- Martin Cockerham - zang, gitaar
- Barbara Gaskin – zang

Met
- Steve Astley – fluitjes
- Steve Borrill – basgitaar
- John Boyce – cello
- Julian Cusack – piano, viool
- Henry Lowther – trompet
- Dave Mattacks – slagwerk
- Stan Sulzman – dwarsfluit

## Muziek
Alles geschreven door Martin Cockerham.

| Nr. | Titel                                                                                 | Duur  |
| --- | ------------------------------------------------------------------------------------- | ----- |
| 1.  | The furthest point                                                                    | 4:18  |
| 2.  | Old boot wine                                                                         | 8:17  |
| 3.  | Parallel lines never separate                                                         | 5:05  |
| 4.  | Spiggly                                                                               | 1:13  |
| 5.  | An everyday consumption song                                                          | 4:29  |
| 6.  | The sergeant says                                                                     | 3:41  |
| 7.  | In the western world: (In the western world, Jungle lore, Coming back, Western world) | 12:59 |
| 8.  | I hear you’re going somewhere (Joe Really) (bonustrack op 2014-uitgave)               | 2:26  |